# Tenoryt
Tenoryt (melakonit) – minerał z gromady tlenków. Należy do grupy minerałów bardzo rzadkich.
Nazwa pochodzi od nazwiska włoskiego botanika Michele Tenore (1780-1861).

## Charakterystyka

### Właściwości
Tworzy kryształy o pokroju tabliczkowym, pseudoheksagonalne. Występuje w skupieniach ziarnistych, zbitych (czarne skupienia – melakonit), ziemistych, proszkowych. Jest kruchy, przeświecający. W świetle przechodzącym okazuje pleochroizm w odcieniach brunatnych. Rozpuszcza się w kwasach.

### Występowanie
Jest produktem utleniania złóż kruszców miedzi. Czasami powstaje w ekshalacji wulkanicznej Najczęściej współwystępuje z takimi minerałami jak: kupryt, malachit, azuryt, chalkozyn, limonit.
Miejsca występowania:
- Na świecie: USA – okolice jeziora Górnego, Arizona, Kalifornia, Nowy Meksyk, Chile – Atakama, Boliwia, Peru, Demokratyczna Republika Konga, Włochy, Czechy, Niemcy.

- W Polsce: znany z Gór Świętokrzyskich oraz Dolnego Śląska.

### Zastosowanie
- źródło otrzymywania miedzi (79,9% Cu),
- interesujący dla kolekcjonerów.